# Европейская площадь
Европейская площадь (укр. Європейська площа) — площадь в Шевченковском районе Киева. Расположена между улицами Крещатик, Трёхсвятительской, Владимирским спуском и улицей Михаила Грушевского.

## История
Местность, где расположена площадь, в XVII веке называлась Евсейковой долиной. С XIX века это место известно под названием Конная площадь, поскольку здесь устраивались конные ярмарки, а позже - Царская площадь. Собственно площадь сформировалась здесь в начале XIX века у дороги, соединявшей Подол и Печерск.
На месте, где сейчас стоит дворец искусств «Украинский дом», по проекту Андрея Меленского в 1801—1803 годах (по другим данным — 1806) было построено здание первого Городского театра, после чего площадь стали именовать Театральной. Также Андреем Меленским было улучшено транспортное сообщение между отдельными частями города, в частности между его экономическим центром — Подолом и Печерском с его крепостью и Киево-Печерской лаврой. С этой целью через верхнюю часть Крещатика (современную Европейскую площадь) была проложена широкая трасса от Почтовой площади.
В середине XIX века площадь имела довольно привлекательный вид. В её центре в 1840-х годах был построен фонтан, прозванный в народе «Иваном» в честь гражданского губернатора Киева Ивана Фундуклея, который инициировал его построение. Над площадью на холме с северной стороны уже возвышался Александровский костёл. В 1851 году здание театра разобрали из-за аварийного состояния, а вместо театра по проекту архитектора Александра Беретти была построена гостиница «Европейская». С построением отеля площадь также изменила название на Европейскую. Это название просуществовало недолго: в 1869 году площадь получила название Царская (Царя освободителя) в честь российского императора Александра II. На площади планировалось построить часовню в память о спасении императора Александра II, на которого в 1866 году было совершено неудачное покушение.
К концу XIX века на площади возвели два значительных здания — Купеческое собрание (построено в 1882 по проекту архитектора Владимира Николаева, сейчас на месте этого здания — Национальная филармония Украины) и дом Славянского (в модном тогда псевдорусском стиле). Его строительство инициировал певец и хормейстер Д. А. Агренев. Рядом был построен деревянный павильончик, вокруг которого простиралось кольцо трамвайного маршрута. Европейская площадь знаменита также тем, что именно здесь в 1892 году впервые в Российской империи началось регулярное движение электрического трамвая. Эта историческая трамвайная линия просуществовала здесь 85 лет, и в 1977 году была разобрана.
В 1910 году возле Европейской площади, в начале улицы Михаила Грушевского, построено новое здание Городской библиотеки. В следующем году в ознаменование 50-летия отмены крепостного права на Европейской площади, справа от Купеческого собрания, установлен памятник императору Александру II со скульптурными группами по бокам работы итальянского зодчего Этторе Ксименеса (снесён большевиками уже через 8 лет в 1919 году). Фонтан «Иван» был перенесён и заменён другим, с клумбой вокруг него. В первые годы советской власти дом Купеческого собрания преобразован в «Пролетарский дом искусств».
В марте 1919 года площадь стала называться имени Третьего Интернационала. При взрывах и пожаре на Крещатике в конце сентября 1941 года «Славянский дом» был уничтожен, а на его месте в 1960-х годах построен отель «Днепр». Во время оккупации Киева немцами во время Великой Отечественной войны в 1941—1943 годах площадь планировалось переименовать в честь Адольфа Гитлера.
Свой современный вид площадь приобрела после Великой Отечественной войны. В 1944 году она получила название площадь Сталина. Вскоре на месте разрушенного памятника Александру II был построен временный памятник Сталину, демонтированный в конце 1950-х годов, после XX съезда КПСС. В 1961 году площадь получила название Ленинского комсомола в честь Коммунистического союза молодёжи. Очередные изменения площадь претерпела в 1970-х годах. Был снесён бывший отель «Европейский» и срыта часть склона Владимирской горки, чтобы на этом месте возвести помещения для музея В. И. Ленина. Теперь в этом здании размещается дворец искусств «Украинский дом».
С 1996 года площадь имеет современное название в честь гостиницы «Европейская». Здесь проходили политические демонстрации, протесты, митинги. Теперь она является одним из культурно-исторических центров города. Здесь размещены: Украинский дом, где регулярно проходят различные выставки, гостиница «Днепр», Национальная филармония Украины, детский кукольный театр, Национальная парламентская библиотека Украины, центральный офис УНИАН и другое.

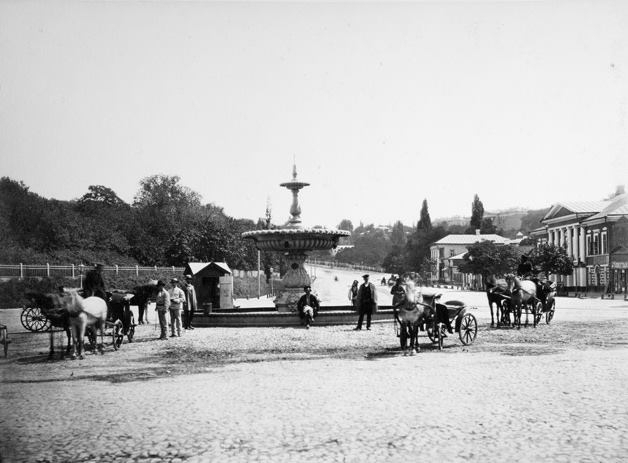
Фонтан «Иван» на площади (начало XX века)
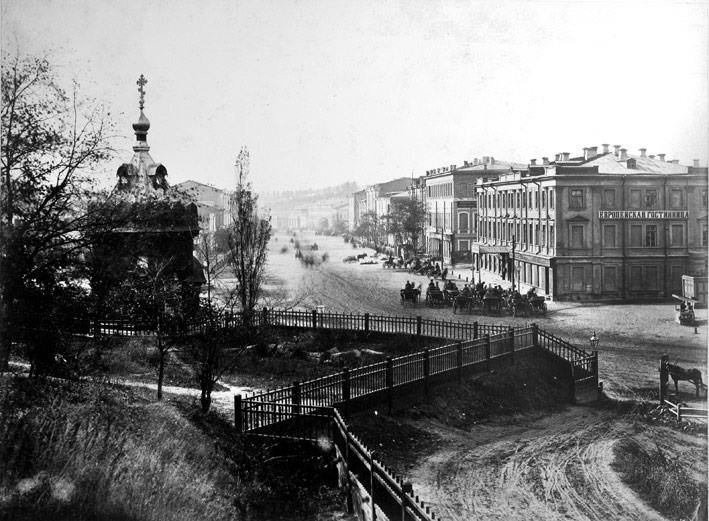
Вид на Крещатик с Европейской площади (начало XX века)
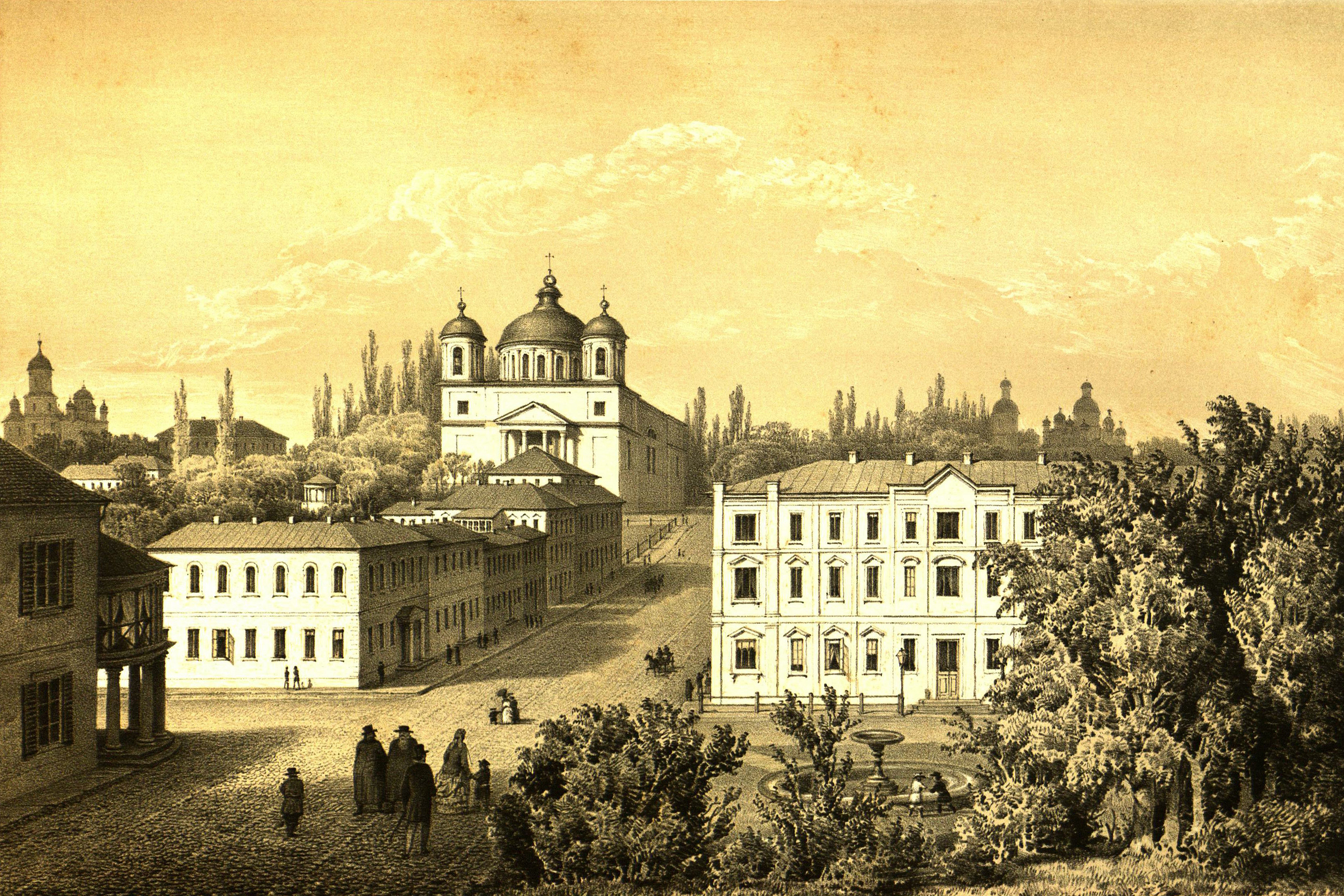
Театральная площадь, 1870
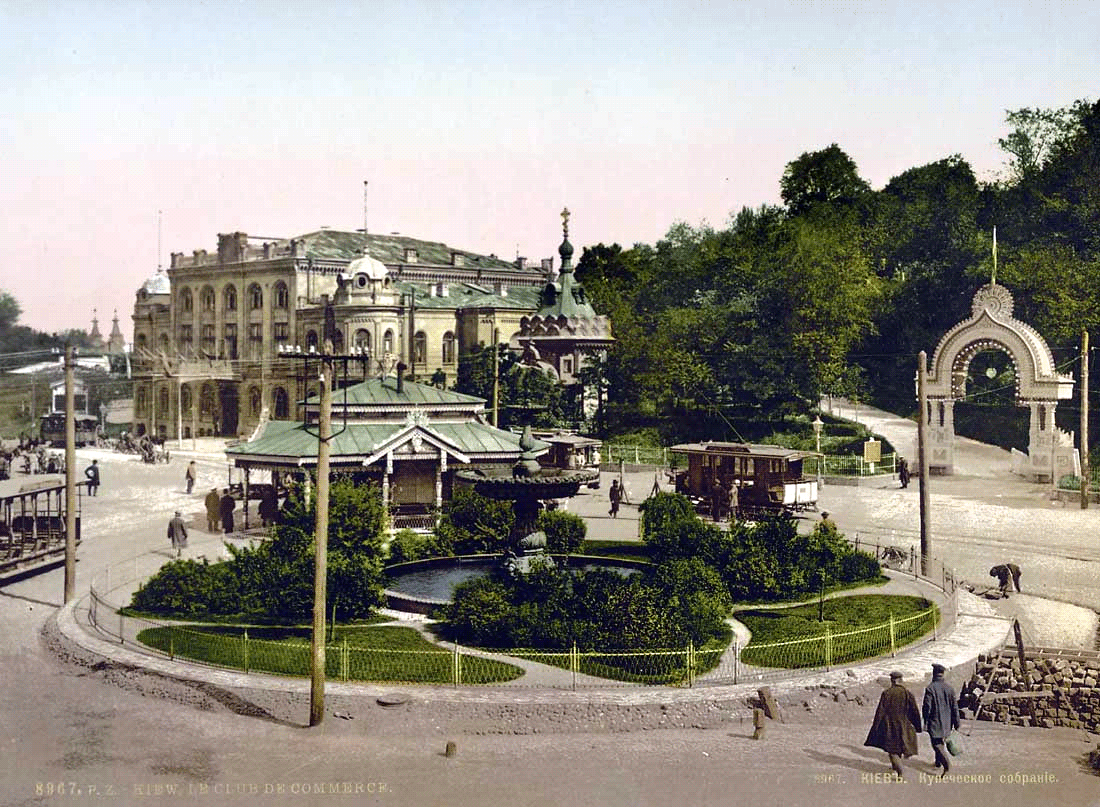
Площадь в 1905 году